# Камборн
Ка̀мборн (на английски: Camborne) е град в Югозападна Англия, графство Корнуол. Разположен е на около 10 km на юг от брега на Атлантическия океан, на около 50 km западно от Плимът. Има жп гара. Населението му е около 23 000 души (2001).

## Побратимени градове
- Пачука, Мексико